# Riccardo Minali
Riccardo Minali (19 april 1995) is een Italiaans voormalig wielrenner. Zijn vader Nicola was tussen 1993 en 2002 ook profwielrenner.

## Carrière
In 2015 en 2016 behaalde Minali meerdere overwinningen en ereplaatsen in het Italiaanse amateurcircuit, waardoor Astana hem voor het seizoen 2017 zijn eerste profcontract aanbood.
Zijn debuut voor de Kazachse formatie maakte hij in de Ronde van Dubai, waar hij op de zevende plaats in het algemeen klassement eindigde. In de vierde etappe van de Ronde van Kroatië sprintte hij, achter Nicola Ruffoni, naar de tweede plaats.

## Baanwielrennen

### Palmares
| Jaar     | IK                                                  | EK       |          |          |
| Junioren | Junioren                                            | Junioren | Junioren | Junioren |
| -------- | --------------------------------------------------- | -------- | -------- | -------- |
| 2012     | Omnium · Ploegkoers · Teamsprint                    |          |          |          |
| 2013     | Keirin · Omnium · Ploegenachtervolging · Teamsprint | Omnium   |          |          |
| Elite    |                                                     |          |          |          |
| 2014     | Teamsprint · 1km                                    |          |          |          |
| 2017     | Achter de derny                                     |          |          |          |

## Wegwielrennen

### Overwinningen
2012
Trofeo Comune di Vertova
2013
Trofeo Comune di Vertova
2015
Circuito del Porto
2016
La Popolarissima
Vicence-Bionde
2018
2e en 4e etappe Ronde van Langkawi

## Resultaten in voornaamste wedstrijden
| Jaar | Ronde van Italië | Ronde van Frankrijk | Ronde van Spanje |
| ---- | ---------------- | ------------------- | ---------------- |
| 2017 |                  |                     |                  |
| 2018 |                  |                     |                  |
| 2019 |                  |                     |                  |
| 2020 |                  |                     |                  |
| 2021 | 143e (laatste)   |                     | 138e             |

| Jaar | Parijs-Roubaix | Ronde van Lombardije |  | Wereldranglijsten |
| ---- | -------------- | -------------------- |  | ----------------- |
| 2017 | opgave         |                      |  | 372e (UWT)        |
| 2018 |                |                      |  |                   |
| 2019 |                | opgave               |  |                   |
| 2020 |                |                      |  |                   |
| 2021 |                |                      |  |                   |

## Ploegen
2017 –  Astana Pro Team
2018 –  Astana Pro Team
2019 -  Israel Cycling Academy
2020 –  NIPPO DELKO One Provence
2021 –  Intermarché-Wanty-Gobert Matériaux
Aru · Bilbao · Bïjigitov · Breschel · Cataldo · De Vreese · Fominykh · Fuglsang · Gatto · Groezdev · Hansen · Hryvko · Kamışev · Kangert · Korsæth · Loetsenko · López · Minali · Moser · Qojatajev · Sánchez · Scarponi · Stalnov · Tiralongo · Tlewbajev · Tsjernetski · Valgren · Zacharov · Zejts · Gïdïç (stagiair) · Lauk (stagiair)
Bilbao · Bïjigitov · Cataldo · Cort · De Vreese · Fominykh · Fraile · Fuglsang · Gatto · Gïdïç · Groezdev · Hansen · Hirt · Houle · Hryvko · Kangert · Korsæth · Loetsenko · López · Minali · Moser · Qojatajev · Sánchez · Stalnov · Tlewbajev · Tsjernetski · Valgren · Villella · Zacharov · Zejts
Bakelants · Bellicaud · De Gendt · De Plus · De Winter · Delacroix · Devriendt · Eiking · Evans · Hermans · Hirt · van der Hoorn · van Kessel · Koch · Kreder · Lammertink · Meintjes · Minali · Pasqualon · Petilli · Planckaert · B. van Poppel · D. van Poppel · Rota · Taaramäe · Van Melsen · Vanspeybrouck · Vliegen · Zimmermann · Girmay (stagiair) · Daemen (stagiair) · De Pooter (stagiair) · Jarnet (stagiair)